# Riku Helenius
Riku Helenius, född 1 mars 1988, är en finländsk professionell ishockeymålvakt som spelar för Jokerit i KHL.
Han draftades i första rundan i 2006 års draft av Tampa Bay Lightning som 15:e spelare totalt.

## Klubbar
- Ilves Moderklubb – 2007 SM-liiga, Jr. A SM-liiga
- Seattle Thunderbirds 2007 – 2008 WHL
- Tampa Bay Lightning 2008 – 2009 NHL
- Norfolk Admirals 2008 – 2010 AHL
- Södertälje SK 2010 – 2011 Elitserien
- JYP 2011 – 2012 SM-liiga
- Syracuse Crunch 2012 – 2014 AHL
- Jokerit 2014 – KHL